# 기타가와 다카요시
기타가와 다카요시(일본어: 北川 隆吉, 1929년 1월 3일~2014년 4월 7일)는 일본의 사회학자이다. 나고야 대학의 명예교수이며 노동사회학, 지역사회학, 이론사회학, 사회학사, 사회운동론, 지방자치론, 동아시아연구, 간호사회학 등에 대해 연구했다.

## 저서

### 편저
- 『후지필름노동조합원의 의식과 실태』(합화노련 후지필름 노동조합, 1962년)
- 『노동사회학 입문』（유히카쿠、1965년）
- 「일본의 경영·지역·노동자(상하)”(오쓰키 서점, 1981년)
- 『하이테크화와 도쿄권』(아오키 서점, 1989년)
- 『도시와 산업의 구조조정』(주오 법규, 1993년)
- 『아리가 기사와문 연구』(도신도, 2000년)

### 공저
- 현대사회집단론』(도쿄 대학 출판회, 1958년)
- 『현대 일본의 도시 사회』（산이치 쇼보、1962년）
- 『20세기 사회학 이론의 검증』(유신도 고분샤, 1996년)
- 「지방 도시의 재생」（아카데미아 출판회, 1997년）